# Никола Пелов
Никола Цанков Пелов е българска политик и кандидат-член на ЦК на БКП.

## Биография
Роден е на 22 август 1919 г. в Луковит. Член на РМС от 1936 г., а на БКП от 1942 г. Като ученик в гимназията става член на РМС. Достига до секретар на районен комитет на РМС. За дейността си е арестуван няколко пъти. От 1939 до 1943 г. учи в Софийския университет, като същевременно е ятак на партизани. Член е на факултетното ръководство на БОНСС. През юни 1943 г. става партизанин в партизански отряд „Георги Бенковски“. От септември 1944 до март 1945 г. е секретар на ОК на РМС в Луковит. След това до януари 1946 г. завежда Военния отдел в Областния комитет на РМС в Плевен. Между 1946 и 1947 г. е секретар на Градския комитет на БКП в Луковит. От 1947 до март 1949 г. е организационен секретар на ОК на БКП в Луковит, като замества първия секретар на комитета, докато учи в партийна школа. В периода март 1949 – юли 1951 г. учи в партийна школа. След това за няколко месеца е секретар, отговарящ за „Партийни, профсъюзни и младежки организации“ в ОК на БКП в Луковит. От 1951 до 1953 г. е първи секретар на ОК на БКП в Тетевен. Между 1953 и 1954 г. е секретар на Окръжния комитет на БКП в Плевен. След това е член на Бюрото на Окръжния комитет на БКП. От 2 юни 1958 до 25 април 1971 г. е кандидат-член на ЦК на БКП.